# Clistopyga nagatomii
Clistopyga nagatomii là một loài tò vò trong họ Ichneumonidae.